# 医养结合
医养结合，亦称医养融合，是指通过将医疗和养老相结合的方式为老年人提供服务的模式。有学者认为，“医养结合”是一个具有“中国特色“的词汇。

## 内涵
学者们从不同的理论视角对医养结合的内涵进行了阐释。
- 社会学观点认为，医养结合是指从老年人多元化需求出发, 将养老和医疗资源整合，在基本生活照料基础上, 为老年人提供健康照护服务的养老供给方式。实现“医”、“护”、“养”三者协同, 为健康和患病老年人提供支持。[3]

- 人口学观点认为，医养结合是在“就地老化”的理念下整合养老和医疗资源, 实现老年人就近获得医疗服务。[4]

- 经济学观点认为，医养结合是一种的特殊商品，供给方（医养结合机构）和需求方（老年群体）通过市场完成商品交换。[5]

## 各地历史
- 以下国家或地区根据联合国《人口老龄化及其社会经济后果》所确定的老龄化社会划分标准,[註 2] [6][7]按照进入老龄化社会的时间早晚排序。[8]

### 法国
- 1865年法国65岁及以上老年人口比例就超过了7%，是世界上第一个进入老龄化社会的国家。[9]

2004年起法国在医学领域定义了老年医学学科；
2007年发布《安度晚年2007至2009》和《高龄互助2007至2012》, 试图建立以居家为主的多元化医养结合服务体系。

### 英国
- 20世纪30年代英国进入老龄化社会，[8][12]一说20世纪50年代进入老龄化社会。[7]

20世纪40年代，英国政府对所有英国公民和久居英国者提供免费医疗的同时，政府对残疾、老年等弱势群体进行住院式“机构照顾”；
1990年,英国颁布《国家健康服务与社区照顾法案》,英国养老政策向“社区照顾”模式转型；
2001年,英国颁布国内首个综合性老年人医疗服务和社会服务标准体系颁布《老年人国家健康服务框架》。

### 美国
- 20世纪40年代美国进入老龄化社会。[14]

#### PACE
PACE中文被译为”老人全包服务项目“或“长者护理全包计划”，是一种依靠专业团队，以社区为基础，为符合PACE项目要求的老年人提供全面的医疗服务、日常护理和社会支持服务的整合型照护模式。
20世纪70年代，在美国旧金山华人聚居区成立了“ON LOK”社区成人日间护理中心，是PACE的雏形；
1990年, PACE获得医疗保险和医疗救助的双重资助并运营；
1994年，美国全国PACE协会成立；
1997年发布的美国《平衡预算法案》中, PACE被列入医疗保险和州医疗补助计划下永久提供之列；
2015年，《PACE创新法案》在美国通过（PACE Innovation Act）；
截止2019年，已有130个PACE项目在美国31个州运行，服务对象超过5万名。

### 日本
- 20世纪70年代日本进入老龄化社会。[19]

20世纪60年代，日本制定《老人福祉法》，建立特别养护老人之家等；
20世纪70年代起，日本为老年人提供免费的医疗保险，老年人医疗费用全免；
1982年，为缓解财政压力，制定《老人保健法》，把介护服务从医疗中剥离，老年人承担少量费用，并采取多种措施整合老年医疗和护理照顾；
1997年，制定《介护保险法》，
2000年，将老年福祉制度和老年保健医疗制度合并，实施介护保险制度，后多次修订；
2012年，日本增设地域内24小时定期巡回、随时应对的介护服务；
2025年日本计划在地域内将介护与医疗资源进行一体化融合。

### 台湾
- 1993年台湾进入老龄化社会。[25]

1980年制定《老年人福利法》，后多次修订;
1994年，颁布《社会福利政策纲领》，提出以居家服务和社区服务为主，机构式服务为辅的方式照顾老人及身心障碍者；
2002至2007年，推进“老人照护社区化计划”；
2008年起台湾施行“长照十年计划”，主要针对失能老人及其家人给予帮助，内容分为“机构式社区服务”与“家庭服务”；
2005年中华民国行政院通过《建立社區照顧關懷據點實施計畫》；
2015年，推行台湾368照顾服务计划。

### 中国内地
- 1999年10月，中国内地进入老龄化社会。[註 3][29][30]

#### 早期雏形
1997年上海市设立名为“88547” (拨拨我社区) 的社区服务, 为老年人提供全方位的社区服务。
2001年北京市原北京胸科医院加挂北京老年医院的牌子，2007年正式更名为北京老年医院。是中国内地医院院内开设专门的老年服务内容的早期代表。
2002年开始，2012年在山东省青岛市逐渐成行的“家庭病床”制度，即符合住院条件、但可以居家治疗的患者, 由医院办理”家庭病床“登门治疗，被认为是”医养结合“这一提法的最早来源。
2005年，福建省厦门市思明医院与厦门市爱欣、慈爱等8家养老机构签订“以医助养”服务协议，实行医生定期来养老机构巡诊、养老机构老年人有医院就医需要送往该医院的”绿色通道“就诊计划。是中国内地医院与养老院合作开展服务的早期代表。
2005年，郭东等学者在《国际医药卫生导报》上发表名为《医养结合服务老年人的可行性探讨》的文章，是中国内地学者最早明确提出”医养结合“这一表述的研究之一。

#### 政策推动
2011年，中国国务院先后发布《社会养老服务体系建设规划 (2011-2015年) 》、《社区服务体系建设规划 (2011-2015年) 》，被学者认为是中国内地推动医养结合发展早期政策筹备。
2013年，中国国务院发布《关于加快发展养老服务业的若干意见》，是医养结合政策制定的早期指导性政策、医养结合政策的原点。同月, 国务院发布《关于促进健康服务业发展的若干意见》。这两份文件被认为是后期医养结合文件的政策指导。
2014年，中国国家发展改革委等9部门发布《关于加快推进健康与养老服务工程建设的通知》，首次明确出现”医养结合“的表述。
2015年，中国国务院发布《全国医疗卫生服务体系规划纲要 (2015-2020年) 》正式明确“医养结合”的概念。

#### 试点推广
2016年6月和9月，中国国家卫生计生委办公厅、民政部办公厅先后联合发布《关于确定第一批国家级医养结合试点单位的通知》、《关于确定第二批国家级医养结合试点单位的通知》，先后将中国内地30个省级行政区中的90个市（区）作为国家级医养结合试点单位。

## 备注
1. ↑  此处以及下文中所提到的”养老“是一个狭义概念，不要添加内部链接指向社会保障，避免造成误导
2. ↑  根据这一标准：当一个国家或地区60岁以上的人口占人口总数的10%以上, 或65岁以上的人口占人口总数的7%以上, 则意味着这个社会进入老龄化社会对于老龄化的不同程度，一般认为：文献中会有不同的界定或术语。例如65岁以上人口达到总人口的14％时 称为“老龄社会”、“老年社会”或者“中度老龄化社会”；65岁及以上人口达到总人口的21％时可称为“超老龄社会”或者“重度老龄化社会” 等，80岁及以上老年人往往被称为高龄人群，文献中使用“高龄化”
3. ↑  此数据来源于2005年年底中国全国1%人口抽样，中华人民共和国国家统计局发布的《2005年全国1%人口抽样调查主要数据公报》显示，此次抽样“调查登记对象为具有中华人民共和国国籍并居住在中华人民共和国境内大陆的常住人口”、“全国总人口数未包括中国香港、中国澳门、中国台湾省人口数”，因此得出判断：此处为中国内地进入老龄化社会的时间。
4. ↑  西藏自治区内没有医养结合试点单位